# Frédéric Boilet
Frédéric Boilet (Épinal, França, 6 de gener del 1960) és un dibuixant de còmics i un mangaka francès.

## Biografia
Frédéric Boilet va debutar en l'art del còmic en 1983 amb La Nuit des Archées. Va crear Li Rayon vert en 1987, seguit per 36 15 Alexia en 1990, dos àlbums en els quals va experimentar amb un mètode de treball, que avui dia segueix sent únic, recorrent de manera exclusiva a fotografies i vídeo.
El seu encontre amb Benoît Peeters el 1990 va fer que el seu treball donara un gir cap a històries semi autobiogràfiques tenyides d'humor: Love Hotel (1993), Tôkyô est mon jardin (1997) i Demi-tour (1997).
Avui dia, Frédéric Boilet viu al Japó, on el seu treball Tôkyô est mon jardin va ser traduït el 1998, i Demi-tour a l'any següent. Va començar a fer treballs per a revistes de manga a finals dels noranta, convertint-se en un rar exemple d'historietista occidental amb cert èxit en el mercat japonès.
L'any 2001, en la commemoració de la publicació simultània a França i Japó de Yukiko's Spinach aclamada per la crítica, Boilet va llançar el moviment de La nouvelle manga en Tòquio, que cercava combinar el sofisticat manga de la vida quotidiana, i l'estil artístic de les historietes franco-belgues.
En 2003 publicà a França i Japó l'àlbum Mariko Parade, en col·laboració amb la mangaka Kan Takahama.

### En anglès
- Yukiko's Spinach (Fanfare / Ponent Mon, 2003)
- Mariko Parade - amb Kan Takahama (Fanfare / Ponent Mon, 2004)

### En francès
- La Nuit des Archées - amb Guy Deffeyes (Bayard Presse, 1983)
- Les Veines de l'Occident Vol.1, la Fille des Ibères - amb René Durand (Glénat, 1985)
- Les Veines de l'Occident Vol.2, le Cheval-démon - amb René Durand (Glénat, 1988)
- Le Rayon vert (Magic Strip, 1987)
- 36 15 Alexia (Les Humanoïdes Associés, 1990 / Ego comme X, 2004)
- Love Hotel - amb Benoît Peeters i Jiro Taniguchi (Casterman, 1993 / Ego comme X, 2005)
- Tôkyô est mon jardin (Casterman, 1997, 2003)
- Demi-tour - amb Benoît Peeters i Emmanuel Guibert (Dupuis, 1997)
- L'Épinard de Yukiko (Ego comme X, 2001)
- Mariko Parade - amb Kan Takahama (Casterman, 2003)
- L'Apprenti Japonais (Les Impressions Nouvelles, 2006)

### En japonès
- 「東京は僕の庭」(Tôkyô wa boku no niwa) - amb Benoît Peeters i Jiro Taniguchi (Kôrinsha, 1998)
- 「恋愛漫画ができるまで」(Ren'ai manga ga dekiru made) - amb Benoît Peeters i Emmanuel Guibert (Bijutsu Shuppansha, 1999)
- 「ゆき子のホウレン草」(Yukiko no hôrensô) (Ohta Shuppan, 2001)
- 「まり子パラード」(Mariko Parade) - amb Kan Takahama (Ohta Shuppan, 2003)